# Kimarcus
Kimarcus was volgens de legende, zoals beschreven door Geoffrey of Monmouth, koning van Brittannië van 683 v.Chr. - 663 v.Chr. Hij was de zoon van Sisillius I en werd opgevolgd door Gorboduc.